# 富位遗址
富位遗址，位于中国河北省保定市富位村，为保定市涞水县的一个省级文物保护单位，类型为古遗址，公布时间为1993年7月15日。
富位遗址的历史年代为商。